# Arati
Arati (dewanagari आरती) – hinduistyczny rytuał, w którym światło lampek wotywnych (z knotami moczonymi w ghi) lub z płonącej kamfory, jest ofiarowane bóstwu.
- Termin „arati” odnosi się również do pieśni śpiewanej podczas wykonywania tego rytuału.

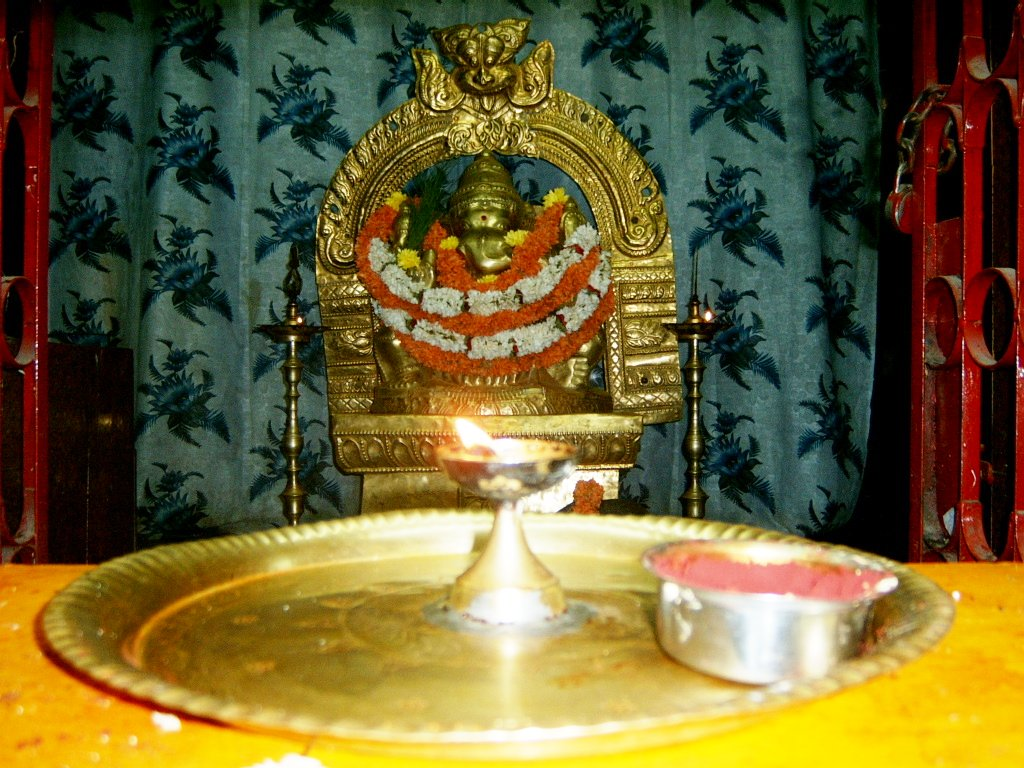
Przybory do arati przed figurką Ganeśi

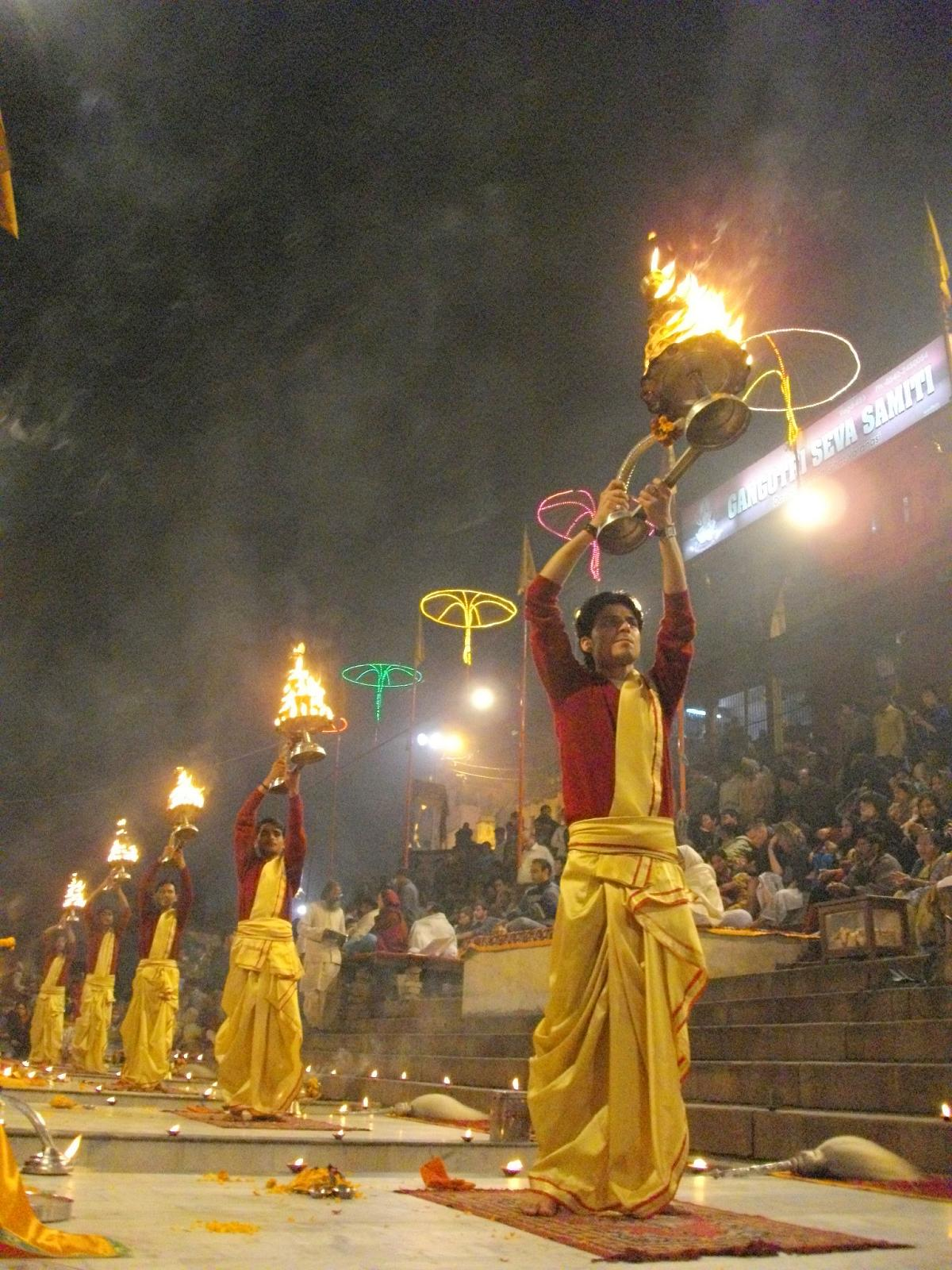
Gangarati w Waranasi